# Grarem
Grarem (arabă القرارم_قوقة) este un oraș din Algeria.